# Pálí vám to?!
Pálí vám to?! byla česká televizní soutěž, vysílaná mezi lety 2003–2005 na TV Nova. Moderoval ji herec Zdeněk Podhůrský. Slovenská verze pořadu byla na obrazovkách TV JOJ vysílaná mezi letech 2004–2008 a 2013–2014 pod názvem Páli vám to?. Slovenskou verzi ji nejdříve moderoval herec a zpěvák Michal Dočolomanský, poté ho vystřídal herec Peter Kočiš a po návratu v roce 2013 ji moderoval Thomas Kamenár.

## Herní řád
V pořadu se vždy setkali 3 soutěžící a ti měli za úkol podle slovních nápověd sestavit slovo, které bylo v tajence ukryté v políčkách. Slova se většinou skládala ze 3 až 10 písmen. Za každou správnou odpověď získal soutěžící částku, která se rovnala 1 000 Kč za každé písmeno, které bylo v tajence.
Ve finále mohl soutěžící svou výhru zdvojnásobit.